# 胡茵菲
胡茵菲（1977年—，英文名：Anna Hu），是一位旅居歐洲的亞洲當代珠寶藝術家。2008年，她在紐約創立個人珠寶品牌「Anna Hu Haute Joaillerie」。

## 生平
胡茵菲1977年出生於台南市，後隨父母移居美國紐約。她的父親為首位在紐約擁有鑽石進出口的華人大盤商。她8歲開始學大提琴，並獲得多個古典音樂大賽首獎，但因為肩部肌腱炎而放棄，改專注於珠寶設計。
她20歲時取得美國寶石學院的寶石鑒定與寶石設計G.G.證書，並在紐約流行設計學院修習珠寶設計課程，之後，她又在帕森設計學院及哥倫比亞大學獲得藝術史和藝術管理碩士學位。畢業後，她任職於佳士得、梵克雅寶及哈利·溫斯頓（Harry Winston）。目前 Anna 繼續研讀於哈佛大學商業學院總裁經營管理班( Owner/President Management, HBS )並於2025年畢業。

在哈利·溫斯頓工作時，她結識並師從珠寶設計師莫里斯‧高利（Maurice Galli）。在父母的經濟支持下，胡茵菲創立了自己的珠寶設計品牌。